# Portcullis House

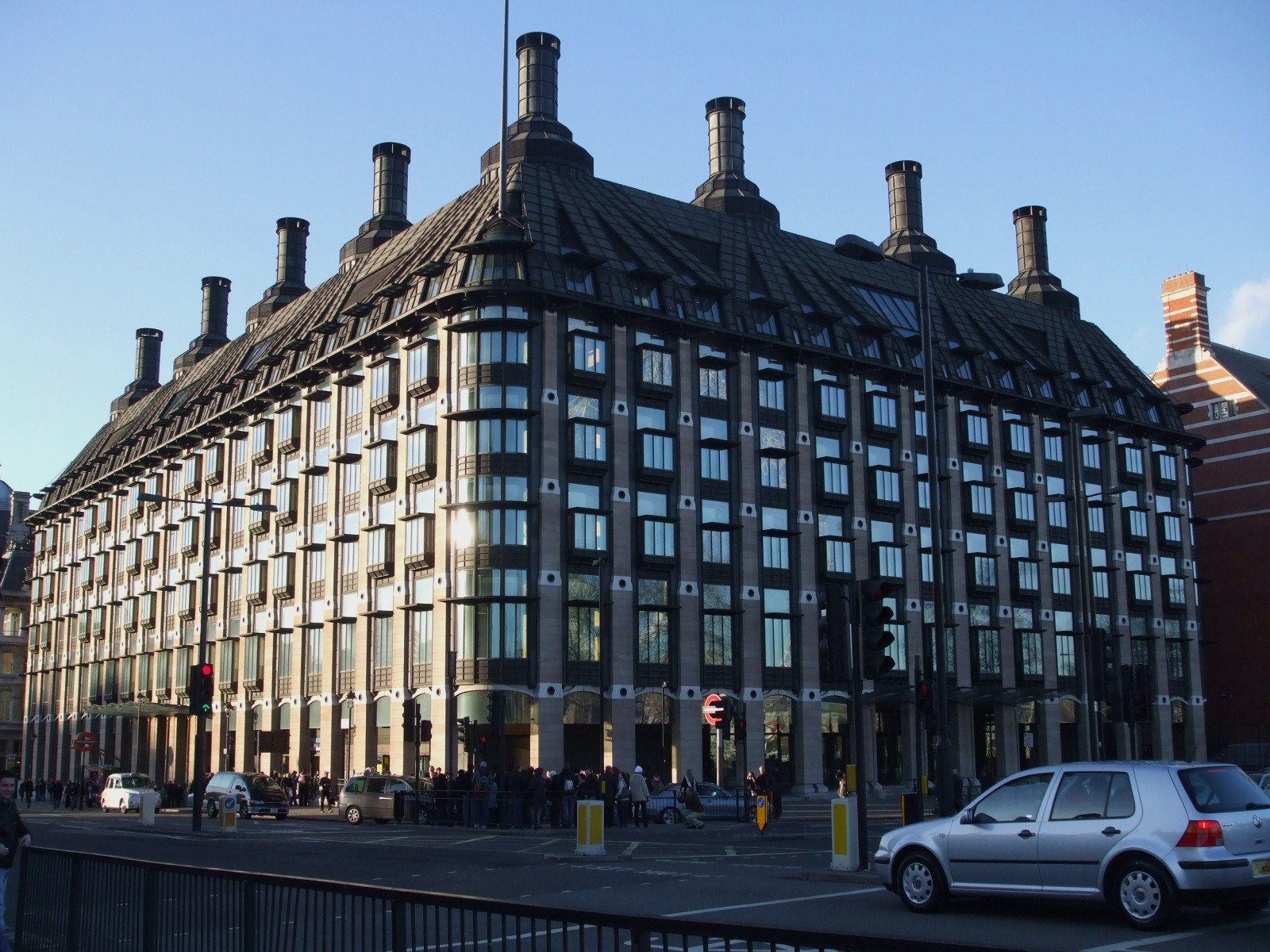
Portcullis House

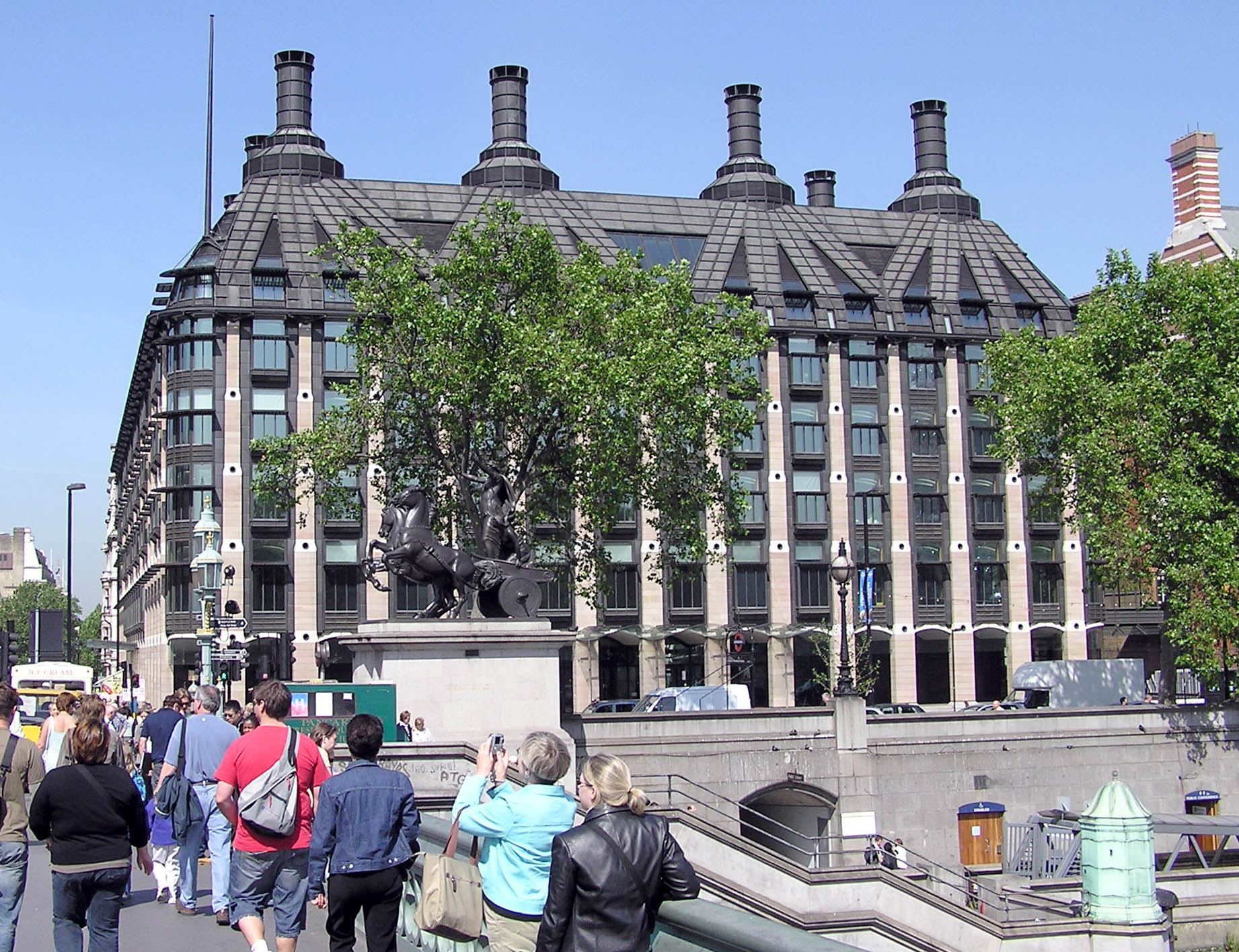
Portcullis House von der Westminster Bridge aus gesehen

Portcullis House ist ein Gebäude im Londoner Stadtteil City of Westminster.

## Nutzung
In Portcullis Haus sind Büros der Abgeordneten des House of Commons und ihrer Mitarbeiter untergebracht. Es ergänzt den begrenzten Platz im Palace of Westminster und den umliegenden Gebäuden. Das Gebäude bietet Platz für ein Drittel aller Abgeordneten. Weitere Büros befinden sich im benachbarten Norman Shaw Building (bis 1967 das Hauptquartier der Metropolitan Police), an der Parliament Street, an der Millbank-Straße und vereinzelt auch im Palace of Westminster.

## Hintergrund
Früher waren Büros im benachbarten Palace of Westminster und anderen Gebäuden in der Nähe nur schwer zu finden. Eine Prüfung durch Michael Hopkins & Partners (MHP) in den 1980er Jahren ergab einen Bedarf von mehr als 200 Büros für die Abgeordneten und eine Anzahl Räumlichkeiten für die Arbeit der Ausschüsse. So beschloss das Parlament 1992 den Bau des Portcullis House. 2001 wurde es von Königin Elisabeth II. offiziell eröffnet.

## Lage und Geschichte
Das Gebäude befindet sich an der Bridge Street zwischen dem Parliament Square und der Westminster Bridge, in unmittelbarer Nähe der Themse. Ursprünglich befanden sich hier Häuser, die um 1400 für den Dekan und zwölf Kanoniker des St. Stephen’s College am Palace of Westminster erbaut wurden. Ab 1874 befand sich hier der St. Stephen’s Club nach einem Entwurf von John Whichcord junior neben den St. Stephen’s Chambers und den Palace Chambers. Die District Line und Circle Line durchschnitten das Gelände und bildeten einen tiefen Schacht zwischen den Gebäuden. Am unteren Ende davon befand sich die U-Bahn-Station Westminster. Schon 1965 hatte Sir Leslie Martin in einem Plan für Whitehall vorgeschlagen, die Gebäude des Geländes zu ersetzen. 1972 entwarf das Team der Architekten Francis W. Spencer und Roy Webster Pläne für ein großes New Parliamentary Building mit einem zentralen Innenhof, welche aber nicht ausgeführt wurden. Nach Verabschiedung der London Underground Act wurde die Notwendigkeit deutlich, für einen neuen Bahnhof der Jubilee Line das gesamte Gelände doch zu räumen. Dies eröffnete die Möglichkeit, ein bedeutendes neues, freistehendes Gebäude zu errichten und einen sicheren parlamentarischen Campus zu schaffen der sich bis zur Parliament Street und zur Richmond Terrace erstreckt.

## Architektur und Design
Die Architekten, Michael Hopkins & Partners, veröffentlichten ihren Entwurf 1993. Er basiert auf einem einfachen rechteckigen plan mit Innenhof. Das Gebäude umfasst sieben Stockwerke, einschließlich zwei Dachgeschossen, und seine äußere Gestalt ähnelt dem benachbarten Norman Shaw Building. Im Erdgeschoss erstreckt sich eine offene Arkade entlang der beiden Straßenfronten und bietet Schutz für den Eingang zur U-Bahn-Station, eine Reihe von Geschäften an der Bridge Street und den Haupteingang für die Öffentlichkeit am Victoria Embankment.
Über dem Innenhof erstreckt sich auf der zweiten Etage ein Glasdach. Er ist von einem zweistöckigen Kreuzgang umgeben. Das obere Geschoss des Kreuzgangs dient den Ausschussräumen und ist über eine verglaste Treppe von der Haupteingangshalle aus für die Öffentlichkeit zugänglich, die in den Innenhof hineinragt. Die darüberliegenden Etagen des Kreuzgangs bieten den notwendigen zusätzlichen Büroflächen für fast ein Drittel aller Abgeordneten.
Zwei Restaurants, ein Café und eine Bibliothek öffnen sich direkt zum Innenhof, der zwar von der Eingangshalle aus gut sichtbar ist, aber hauptsächlich von den Abgeordneten genutzt wird und als sozialer Mittelpunkt für den gesamten parlamentarischen Campus nördlich der Bridge Street dient. Eine sichere Unterführung verbindet den Innenhof mit dem Palace of Westminster.

## Bau und Energieeffizienz
1994 wurde das Gelände geräumt, um Platz für das Bauvorhaben zu schaffen. Gleichzeitig baute London Underground eine Verlängerung der Jubilee Line, was den kompletten Neubau der darunter liegenden U-Bahn-Station Westminster nötig machte. Aus diesem Grund wurden beide Projekte gemeinsam ausgeführt, ein Teil der Station dient als Fundament des Portcullis House.
Eine Anforderung der Ausschreibung war, das Gebäude zu einem Beispiel für Energieeinsparung zu machen. Dies hatte großen  Einfluss auf seine Struktur und Merkmale.
Die Fassade und das Dach des Gebäudes mit den bronzenen Kaminen erinnern an den neugotischen Stil des Palace of Westminster. Die vierzehn Kamine stoßen keinen Rauch aus und sind keine reinen dekorativen Elemente, die an die Schornsteine des Norman Shaw-Gebäudes und die Spitzen, des Palace of Westminster, die ebenfalls Schornsteine sind, erinnern. Sie sind Teil eines ausgeklügelten Klimatisierungssystems, das nach dem Vorbild des Eastgate Centre ohne weitere Energiezufuhr auskommt und die natürliche Konvektion ausnutzt. Sie dienen als Endpunkte eines vertikalen Kanalsystems, das das gesamte Gebäude umfasst. Frischluft, die an der Basis der Schornsteine eingeführt wird, gelangt über Zuluftkanäle in die Plenumsräume unter erhöhten Böden, während die Abluft über Rückluftkanäle durch die nach innen ragenden Vorsprünge der Lichtregale abgeführt wird. Die Wände und das Dach wurden mit Aluminiumbronze verkleidet.

## Name
Portcullis House ist nach dem Fallgitter (engl. portcullis) benannt, das früher auf dem Briefkopf und allen offiziellen Dokumenten des Parlaments abgebildet war.